# 飯山晄朗
飯山 晄朗（いいやま じろう、1969年 - ）は、日本の実業家。富山県出身。メンタルトレーナー。経営コンサルタント・中小企業診断士。 一般社団法人グローアップフォーラム代表理事。金メダリストの髙木菜那、峰幸代をはじめ数々のスポーツ選手を育て上げる。アスリートのセカンドステージでの活躍もサポートする。

## 人物・経歴
家電業界でトップセールスマンとなり、後進の指導に従事。その後、商工会の経営指導員に転職。金融、財務、労務（人材）、販売等、経営全般にて、11年間で5,000件超の相談をこなすうちに、コーチングの重要性に気づき、プロコーチの資格を取得。中小企業診断士でもある。2006年の起業後は、経営コンサルタントになると同時にコーチングスクールを開校。JADA（日本能力開発分析）協会認定SBTマスターコーチを取得。リーダー専門コーチ、講演・研修講師として延べ4,000時間、受講者16,000名を超え、「コーチング手法で教える」研修スタイルが、大学院のビジネススクールのようだと口コミで拡がる。企業を「顧客満足度日本一」に導き、あるいは「メーカーから表彰される町工場に」変え、また「全店舗売上目標を達成する」など企業や組織を生まれ変わらせるなどの実績を上げる。メンタルの強化が、ビジネスにおいて効果的だ考え、そのことを証明するには、勝ち負けがはっきりとしている厳しいスポーツの世界で、結果を出すことが賢明だと考えた。スポーツで結果が出れば、ビジネスで結果を出すのは簡単だと考え、スポーツの世界でメンタルトレーニングを始める。
2012年から始めたチームのメンタル指導では、高校のPTA会長を3年（役員5年）務めた際には、教職員とメンタルトレーニングを行い、当該高校の部活動を軒並み好成績を上げさせたほか、県大会で歴史的逆転劇を演じて甲子園出場を決めた高校を始め、全国制覇・全国表彰、創部2年目で全国大会出場、26年振りの県大会優勝など、多大な成果をあげた組織やチームを続出させる。メンタルトレーニングを行った選手がリオデジャネイロオリンピックで銅メダル、平昌オリンピックで金メダルを獲得するなど、アスリートにも好結果をもたらせた。
2004年から始めたブログは、メルマガも活用しながらほぼ毎日更新し続け、通算の投稿公開数は5000回を超えている。
力を発揮するためには、試合前からよい精神状態に整える必要があり、試合の日の朝目覚めた時から勝負は始まっていると考えることが重要である。これはスポーツのみならず、商談や受験でも同じだ。プラス思考がよいのは事実だが、前向きなイメージを持つことだけではなく、予期せぬ事態を想定しなければ本番であわてる。真のプラス思考とは、悪いイメージを頭から排除することではく「最悪を想定して、最善をイメージできる」のが真のプラス思考だ。また、視点を一か所に固定することで集中力を高める方法である「アイコントロール」が必要だと説く。

## 略歴
- 1969年 - 11月19日生まれ[4]。
- 2006年 - 経営コンサルタント、リーダー専門コーチとして起業[4]。
- 2013年 - メンタルコーチとして指導した星稜高校野球部が6年ぶりに甲子園出場を決める[5]。
- 2014年 - 7月27日、星稜高校が石川県大会の決勝戦で、9回裏8−0から9点を取って歴史的大逆転劇で甲子園出場を決め、16年ぶりに甲子園での勝利を収める[5][10]。
- 2015年 - 高岡商業高校（富山県）が7年ぶりに甲子園を決める[5]。
- 2016年 - リオデジャネイロオリンピックで、競泳の小堀勇気が銅メダルを獲得[5]。
- 2018年 - 平昌オリンピックでスピードスケートの髙木菜那が金メダルを獲得[5]。
- 2019年 - 女子テニスジャパンオープンで日比野菜緒が、シングルダブルスで優勝（日本女子テニス界16年ぶりの快挙）
- 2022年 - 9月2日、引退した金メダリスト峰幸代と対面セッションを行う[6]。

。

## 著書
- 『超メンタルアップ10秒習慣』（大和書房、2020年1月2日発行） ISBN 4479797114、 ISBN 9784479797111
- 『こどものメンタルは4タイプ～「やる気を引き出す」「自信がみなぎる」言葉がけの教科書』（大和書房、2020年12月21日発行）
- 『勝者のゴールデンメンタル』（大和書房、2018年12月20日発行） ISBN 447979672X、ISBN 978-4479796725
- 『今どきの子がぐんぐん伸びるメンタルトレーニング』Kindle版
- 『自分の中の『どうせ』『でも』『だって』に負けない33の方法』（実務教育出版、2017年8月28日） ISBN 4788912961、ISBN 9784788912960
- 『いまどき部下がやる気に燃えるリーダーの言葉がけ』（青春出版社、2016年8月30日発行） ISBN 4413230108、ISBN 978-4413230100
- 『いまどきの子を本気に変えるメンタルトレーニング』（秀和システム、2016年7月30日） ISBN 4798047147、ISBN 978-4798047140
- 『いまどきの子のやる気に火をつけるメンタルトレーニング』（秀和システム、2015年5月25日） ISBN 4798043001、ISBN 978-4798043005
- 『百年メンタルー心の調子をキープする言葉の取扱説明書』（大和書房、2021年9月）ISBN 9784479797524
- 『こどものやり抜く力と自己肯定感を一気に高める 超メンタルコーチングBOOK』（KADOKAWA、2023年03月30日）ISBN 9784046060815